# Burzenin (gemeente)
De gemeente Burzenin is een landgemeente in het Poolse woiwodschap Łódź, in powiat Sieradzki.
De zetel van de gemeente is in Burzenin.
Op 30 juni 2004 telde de gemeente 5714 inwoners.

## Oppervlakte gegevens
In 2002 bedroeg de totale oppervlakte van gemeente Burzenin 118,96 km², waarvan:
- agrarisch gebied: 71%
- bossen: 23%

De gemeente beslaat 7,98% van de totale oppervlakte van de powiat.

## Demografie
Stand op 30 juni 2004:
| Omschrijving                   | Totaal | Totaal | Vrouwen | Vrouwen | Mannen | Mannen |
| ------------------------------ | ------ | ------ | ------- | ------- | ------ | ------ |
| eenheid                        | aantal | %      | aantal  | %       | aantal | %      |
| inwoners                       | 5714   | 100    | 2845    | 49,8    | 2869   | 50,2   |
| bevolkingsdichtheid (inw./km²) | 48     | 48     | 23,9    | 23,9    | 24,1   | 24,1   |

In 2002 bedroeg het gemiddelde inkomen per inwoner 1248,24 zł.

## Plaatsen
Antonin, Będków, Biadaczew, Brzeźnica, Burzenin, Grabówka, Gronów, Jarocice, Kamionka, Ligota, Majaczewice, Marianów, Niechmirów, Nieczuj, Prażmów, Redzeń Drugi, Sambórz, Strumiany, Strzałki, Szczawno, Świerki, Tyczyn, Witów, Wola Będkowska, Wolnica Grabowska, Wolnica Niechmirowska.

## Aangrenzende gemeenten
Brzeźnio, Konopnica, Sieradz, Widawa, Zapolice, Złoczew